# 国立美術館 (ブラジル)
ブラジル国立美術館（ブラジルこくりつびじゅつかん、ポルトガル語: Museu Nacional de Belas Artesは、ブラジルのリオデジャネイロの美術館である。

## 歴史
美術館の創立は1937年で、一般公開は1938年8月19日であるが、元になったコレクションは1808年にポルトガル王ジョアン6世が、ナポレオンの侵攻を受けてリスボンからブラジル・リオデジャネイロへの遷都を行った時にブラジルに移され、宮廷がヨーロッパに戻った後も残された美術品も含まれている。これらの美術品はジョアン6世がナポレオンの帝政が終わった後、仕事が少なくなった芸術家からなる「フランス美術家使節団」（Missão Artística Francesa）のメンバーとしてブラジルに移ってきた建築家、グランジャン・ド・モンティニー(Grandjean de Montigny)が設計した王立の学校（Escola Real de Ciências, Artes e Ofícios）に保管された。この学校は1826年にペドロ1世によってブラジル帝国が成立すると帝国美術アカデミーとなった。
1937年に当時の教育大臣の主導によって美術館として設立され、1938年に、ジェトゥリオ・ドルネレス・ヴァルガス大統領によって開館された。中世から現代美術まで、ブラジルおよび国外の芸術家による絵画、彫刻、素描、版画など 16,000 点以上の作品が含まれている。 

## ギャラリー

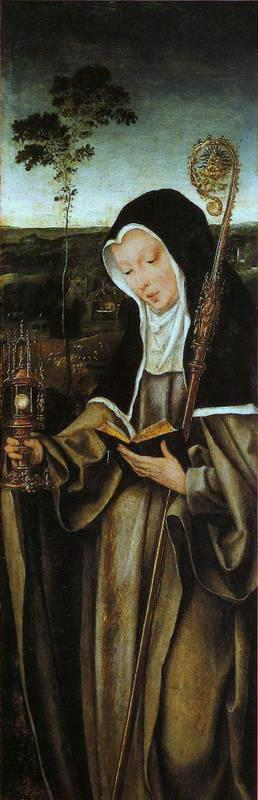
ヨース・ファン・クレーフェ 『アッシジのキアラ』 (16世紀)
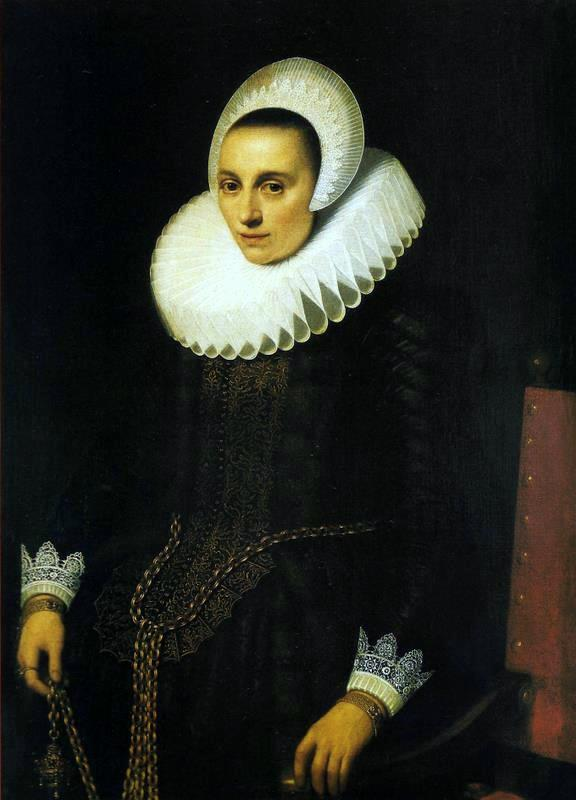
ミヒール・ファン・ミーレフェルト 『オランダ貴族の肖像画』 (16/17世紀)
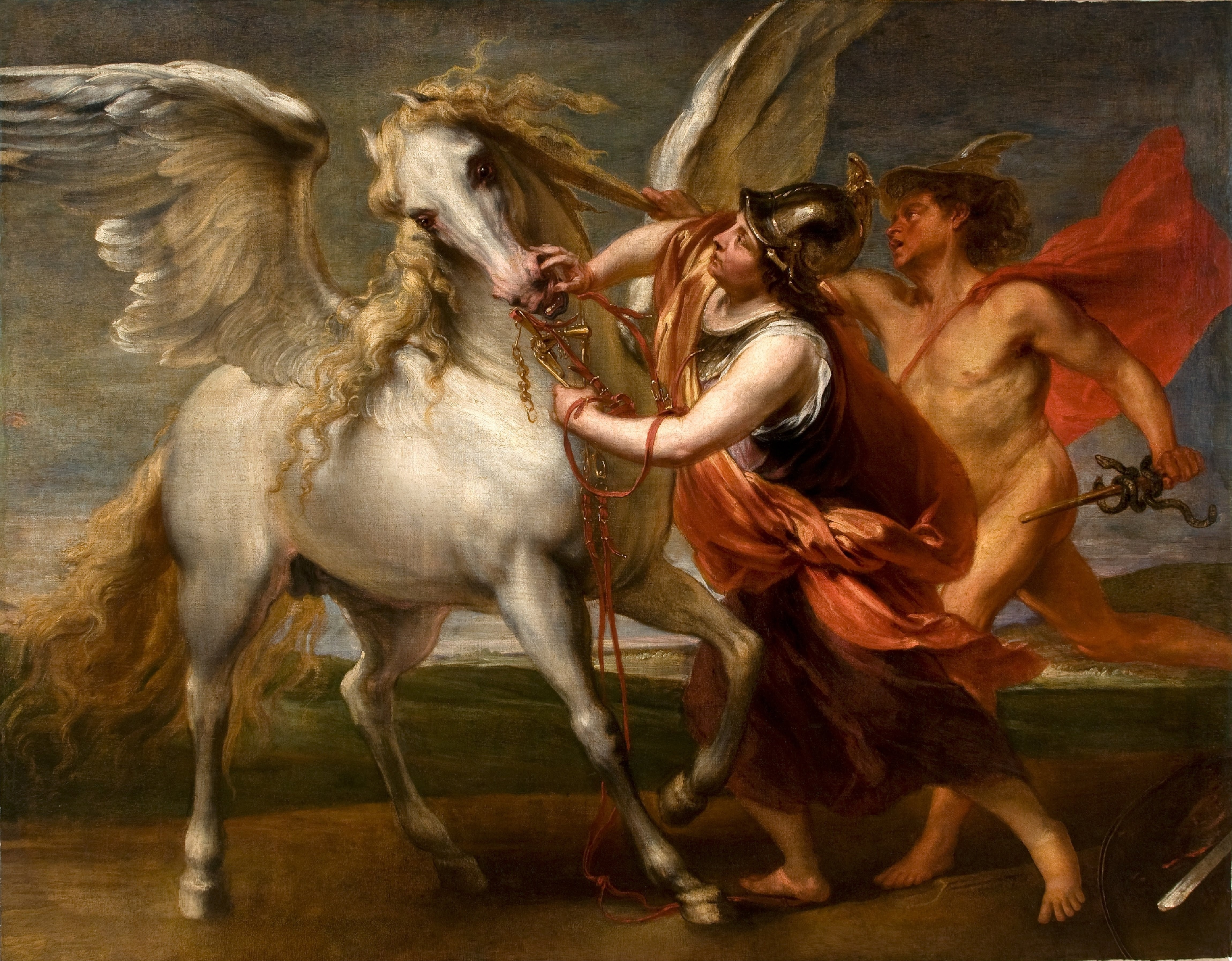
ヤン・ブックホルスト 『ペガサス』 (17世紀)
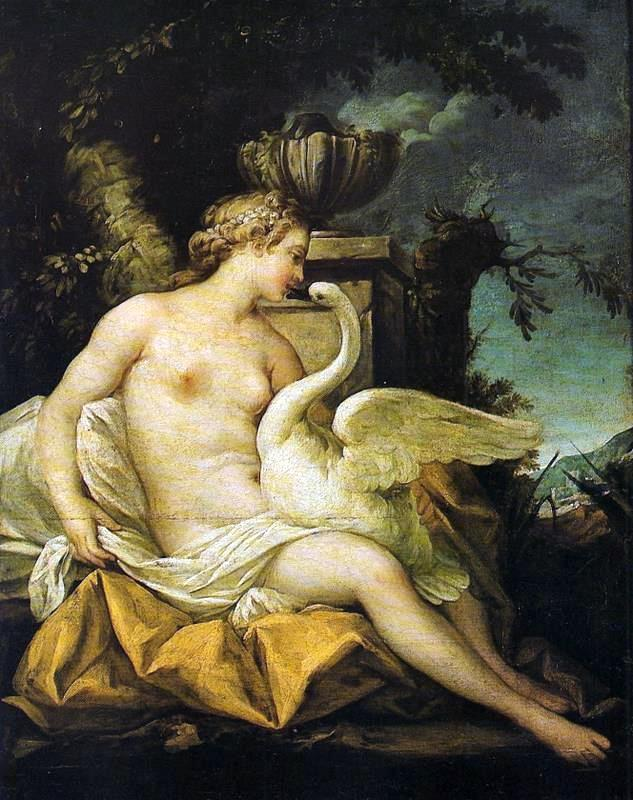
ジャン＝バティスト＝マリー・ピエール 『レダと白鳥』 (18世紀)
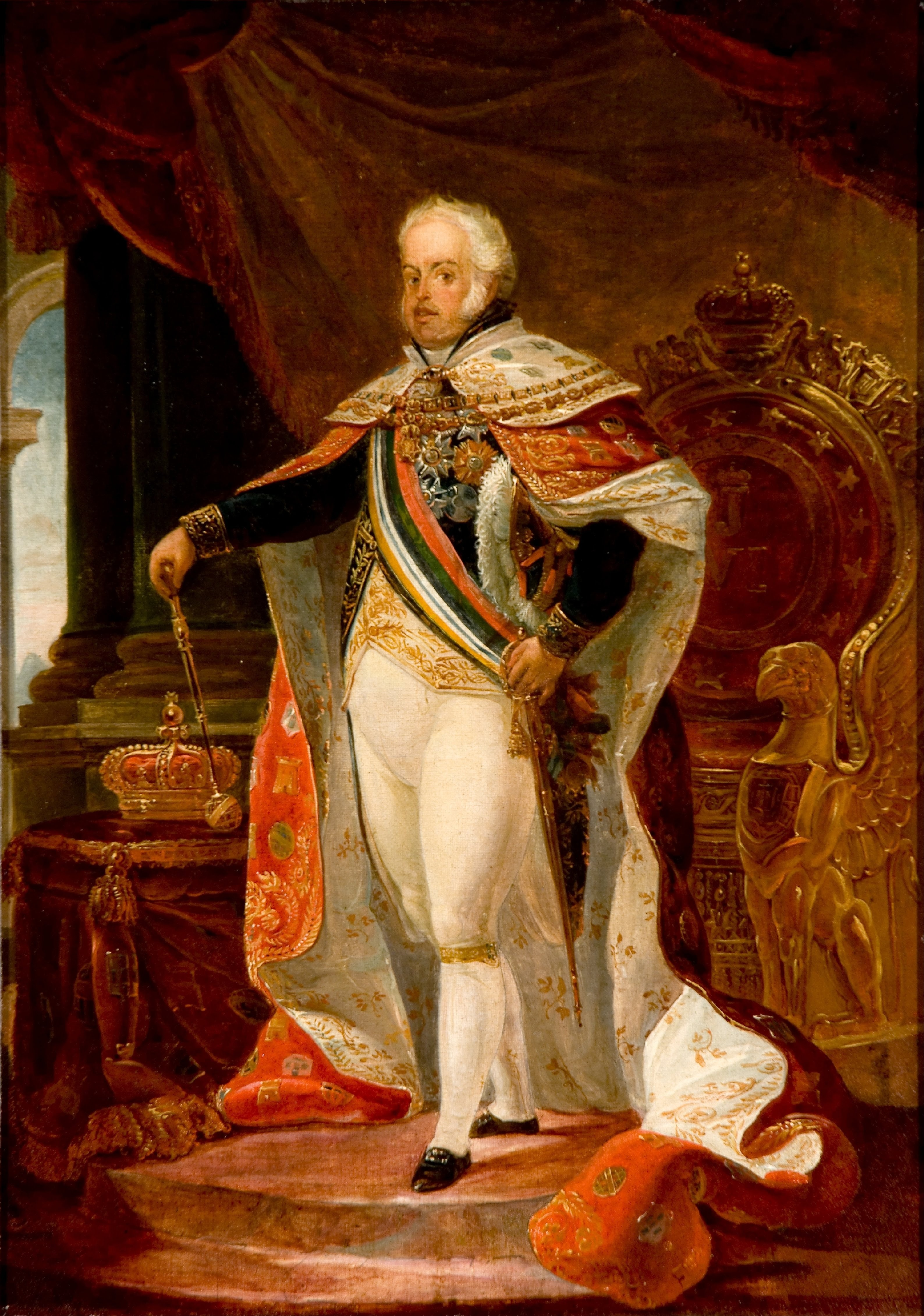
ジャン＝バティスト・ドブレ 『ジョアン6世』 (1817)
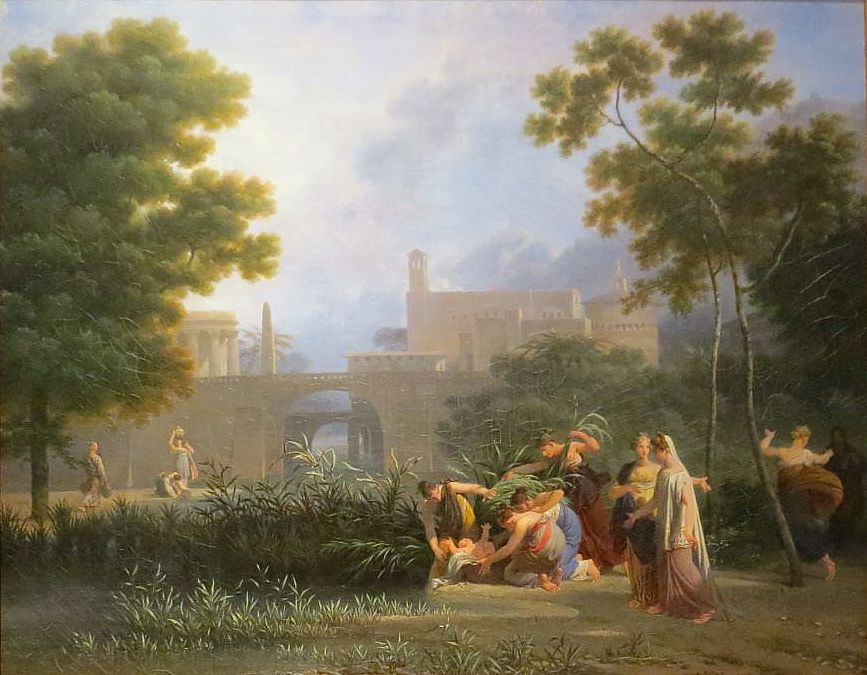
ニコラ＝アントワーヌ・トーネー 『河から助けられる幼児モーゼ』 (c.1827)
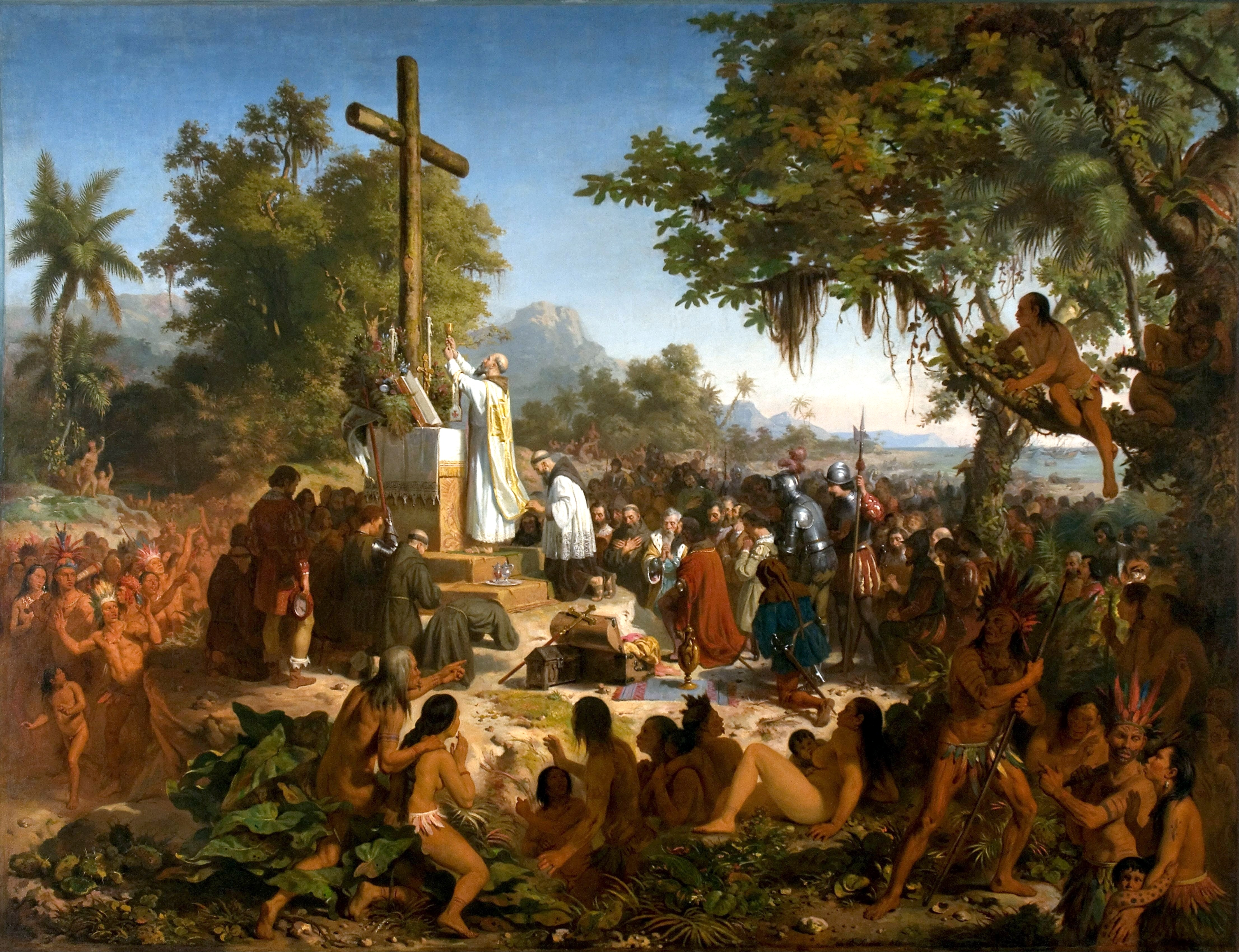
ビクトル・メイレレス 『ブラジルでの最初のミサ』 (1860)
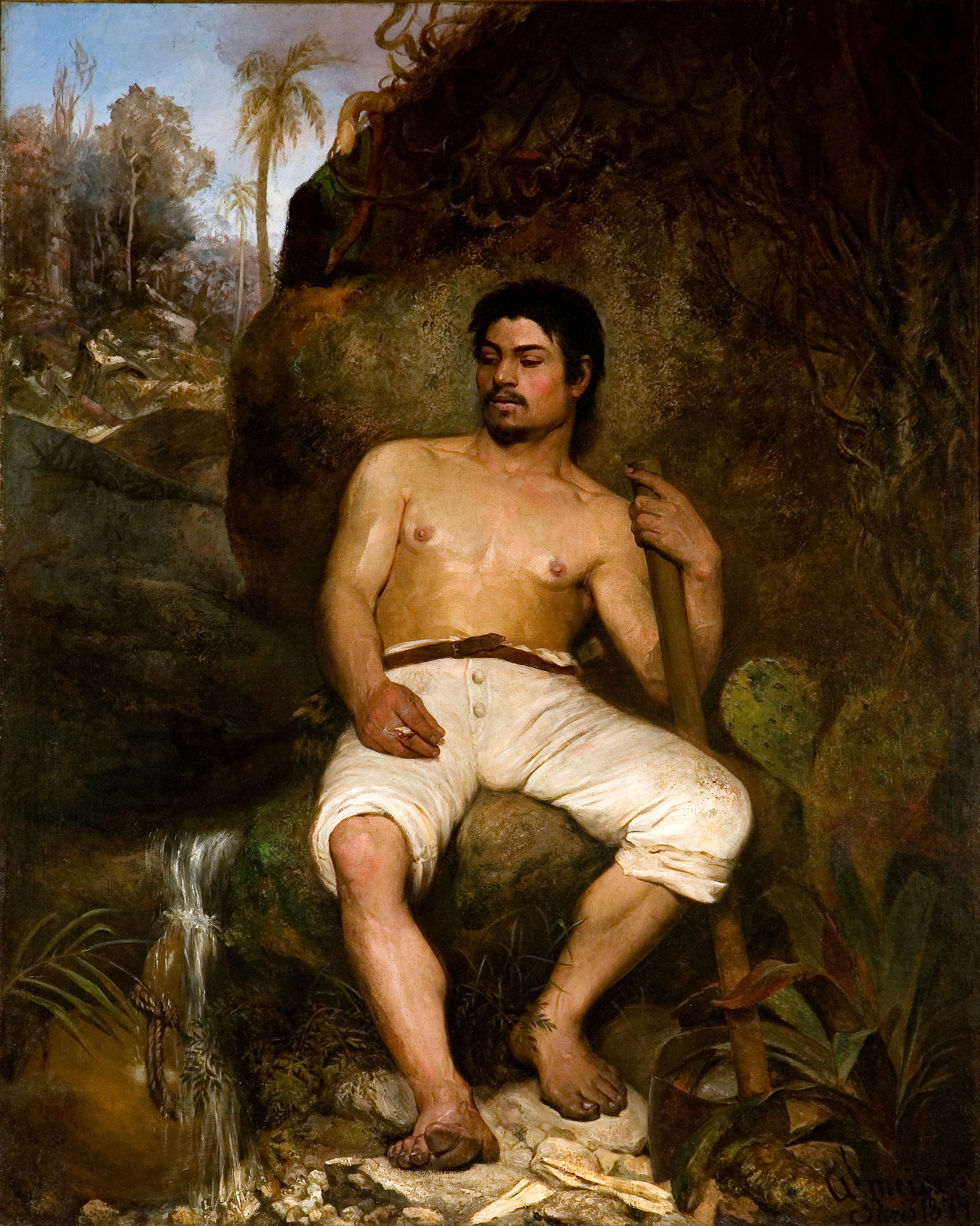
アルメイダ・ジュニオール 『ブラジルの木こり』 (1875)
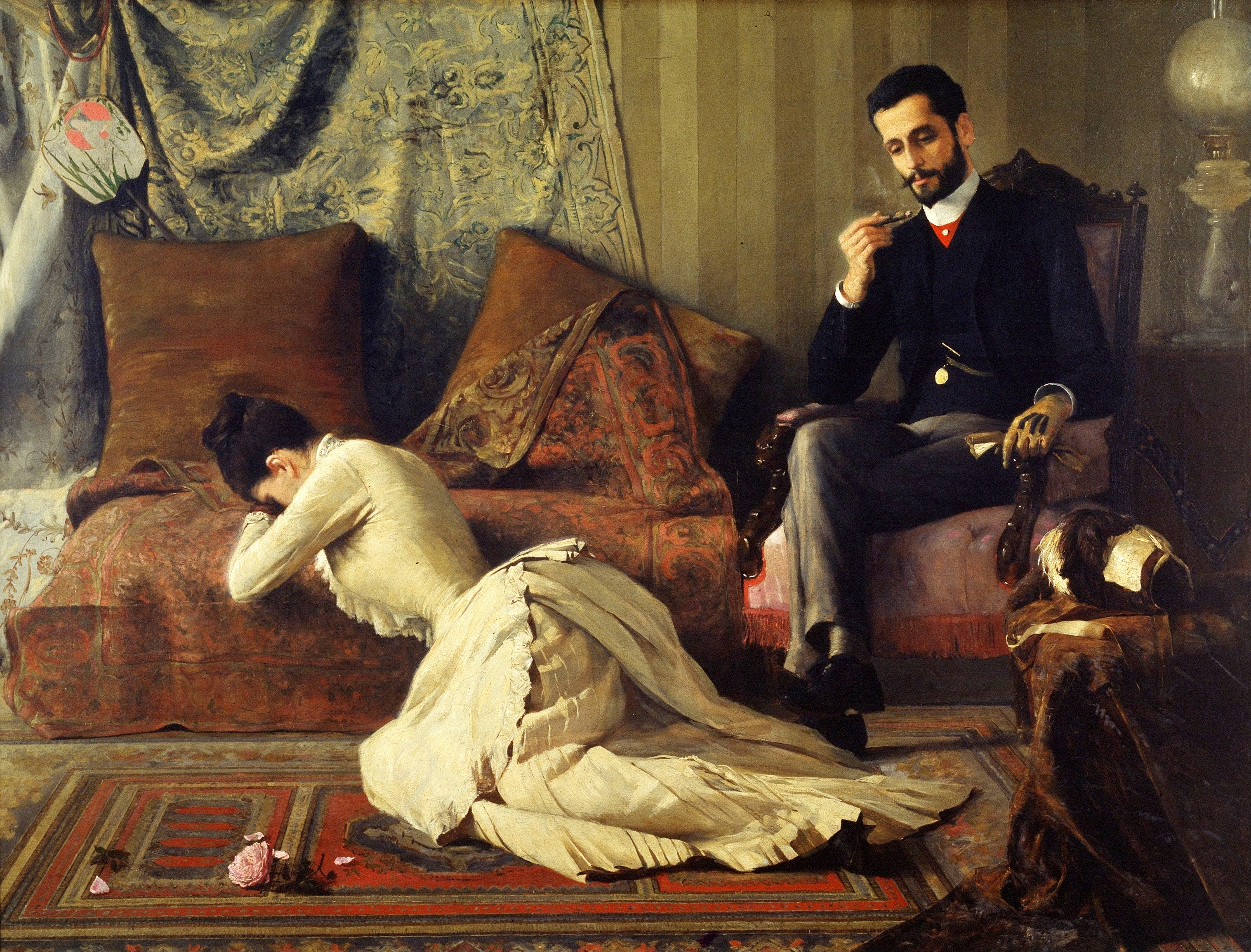
ベウミーロ・デ・アルメイダ 『諍い』 (1887)
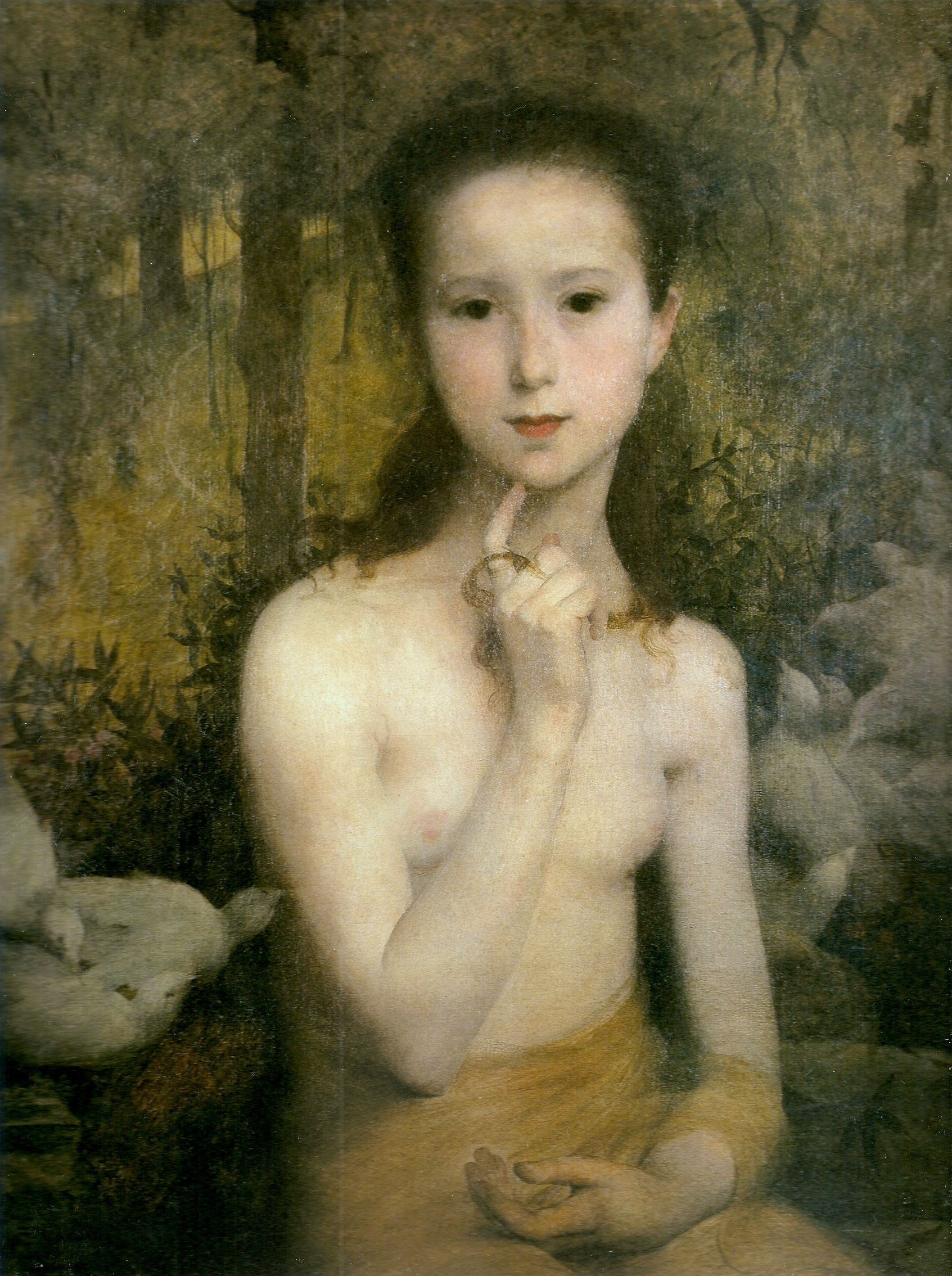
エリゼウ・ヴィスコンティ 『若さ』 (1898)